# Psychotria longicauda
Psychotria longicauda är en måreväxtart som beskrevs av Theodoric Valeton. Psychotria longicauda ingår i släktet Psychotria och familjen måreväxter. Inga underarter finns listade i Catalogue of Life.